# La Celestina (film, 1996)
Pour les articles homonymes, voir La Celestina.
Pour plus de détails, voir Fiche technique et Distribution.
La Celestina est un film espagnol réalisé par Gerardo Vera, sorti en 1996.

## Synopsis
Calisto, un jeune noble, est amoureux de Melibea, la fille d'un riche marchand. Il décide avec son serviteur Sempronio de faire appel à la sorcière Celestina pour l'aider à la séduire.

## Fiche technique
- Titre : La Celestina
- Réalisation : Gerardo Vera
- Scénario : Rafael Azcona, Gerardo Vera et Francisco Rico d'après le roman La Célestine de Fernando de Rojas
- Photographie : José Luis López-Linares
- Montage : Pedro del Rey
- Production : Andrés Vicente Gómez
- Société de production : Lolafilms, Sociedad General de Televisión, Canal+ España et Sogepaq
- Pays :  Espagne
- Genre : Drame
- Durée : 92 minutes
- Dates de sortie : 
  -  Espagne : 8 novembre 1996

## Distribution
- Penélope Cruz : Melibea
- Terele Pávez : Celestina
- Juan Diego Botto : Calisto
- Maribel Verdú : Areusa
- Jordi Mollà : Pármeno
- Nancho Novo : Sempronio
- Nathalie Seseña : Lucrecia
- Carlos Fuentes : Sosia
- Candela Peña : Elicia
- Anna Lizaran : Alisa
- Sergio Villanueva : Tristán
- Ángel de Andrés López : Centurio
- Lluís Homar : Pleberio
- Ana Risueño : Poncia
- Rodrigo García : Crito
- Amparo Gómez Ramos : Ana
- Joaquín Notario : le bourreau
- José Coromina : Traso
- Aquilino Gamazo : un homme patibulaire
- Igor Otaegui : un homme patibulaire

## Distinctions
Le film a reçu sept nominations aux prix Goya.